# 中原氏 (木曽)
木曽中原氏（なかはらうじ）は、平安時代末期、信濃国木曽（長野県木曽郡）の豪族だった氏（うじ）。一族の中原兼遠は旭将軍源義仲（木曽義仲）の養父となった。軍記物語では、兼遠の娘とされる巴御前という登場人物が、義仲寵姫の女武者として巷間に名高い。出自については、金刺氏後裔説や、諏訪神党説などがある。

## 歴史
信濃国木曽（長野県木曽郡）を地盤とした豪族。その出自は定かではないが、太田亮は、金刺氏後裔という説と、諏訪神党の一つという説を挙げている。
木曽中原氏に関する比較的確実な史料としては、『吾妻鑑』巻1の治承4年（1180年）9月7日条に、「中三権守兼遠」（中原氏の某の三男の（信濃国？）権守の官職にある兼遠）という人物が、源義仲の養父として、義仲が数え3歳の時に義仲を庇護して信濃国（長野県）に遁走したという記録がある。
なお、太田によれば、1936年の時点では、長野県伊那郡富県村（長野県伊那市富県）に中原氏が現存していたという。

## 伝説
木曽中原氏は鎌倉時代の軍記物語に多く現れ、『平家物語』を初め、『保元物語』『平治物語』『源平盛衰記』などで言及される。兼遠の娘とされることもある巴御前や、中原兼遠の兄とされることもある木曾中太が、登場人物として著名である。